# Cyrestis afghana
Cyrestis afghana är en fjärilsart som beskrevs av Martin 1903. Cyrestis afghana ingår i släktet Cyrestis och familjen praktfjärilar. Inga underarter finns listade i Catalogue of Life.